# Октябрьский (Иглинский район)
Октя́брьский (баш. Октябрьский) — деревня в Иглинском районе Республики Башкортостан Российской Федерации. Входит в состав Надеждинского сельсовета.

## География

### Географическое положение
Расстояние до:
- районного центра (Иглино): 49 км,
- центра сельсовета (Пятилетка): 2 км.

## Население
| 2002 | 2009 | 2010 |
| ---- | ---- | ---- |
| 88   | ↗104 | ↘100 |